# Henriette Paalzow

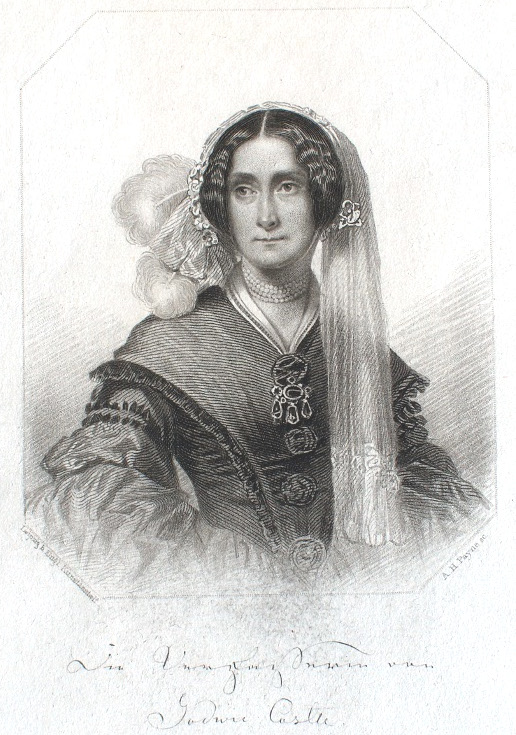
Henriette Paalzow, Stahlstich von A. H. Payne um 1840

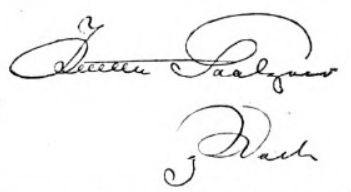
Unterschrift

Henriette Wilhelmine Luise Amalie Paalzow (* 22. Februar 1792 in Berlin; † 30. Oktober 1847 ebenda) war eine deutsche Schriftstellerin.

## Leben
Henriette Wach erhielt als eine von zwei Töchtern des preußischen Oberauditeurs im Regiment Gensd'armes und Kriegsrats Johann Heinrich George Wach (um 1751–1812) und der Friederike Charlotte Wach, geb. Feigen, nur ein begrenztes Ausmaß an Erziehung und Bildung. Ihre jüngere Schwester war Caroline Amalia Maria Charlotte Wach (* 24. Januar 1786), später verheiratete Pfützenreuter. Lediglich der ältere Bruder, der später erfolgreiche Maler Karl Wilhelm Wach, wurde wegen seines Zeichentalents gefördert. 
In Wilhelms Atelier im Elternhaus lernte Henriette Wach die Prinzessin Maria Anna kennen, mit der sie sich befreundete. Sie selbst arbeitete als Erzieherin. Ihr Vater war bereits verstorben, als sie am 13. Oktober 1816 eine Ehe mit dem späteren Major der Artillerie August Carl Philipp Paalzow (* 18. April 1776 in Rathenow; † 25. Juni 1852 in Berlin), einem Sohn des Justizrats und Syndikus Johann Ludwig Paalzow einging. Ihrem Ehemann folgte sie bei dessen Versetzungen nach Westfalen und an den Rhein.
Am 10. Juni 1822 wurde die Ehe durch rechtskräftigen Entscheid des Berliner Kammergerichts geschieden und Henriette Paalzow kehrte zur Mutter zurück. Ihr Exgatte verstarb als pensionierter Oberstleutnant. Die Scheidung kommentierte der Schriftsteller Karl August Varnhagen von Ense, als er den Oberstleutnant Paalzow kennenlernte, mit drei Worten: „Sie hatte Recht!“
Als auch die Mutter verstorben war, bezog Henriette Paalzow mit ihrem aus Italien zurückgekehrten Bruder Karl Wilhelm Wach ein Haus in Berlin (Cantiansstraße Nr. 5 im zweiten Stock), wo die Geschwister geselligen Umgang mit weiteren Gelehrten und Künstlern pflegten. Ab Herbst 1836 verbrachte sie ein Jahr in Köln, kehrte dann aber nach Berlin zurück, wo sie nun ihre Karriere als Schriftstellerin begann und bis zu ihrem Tod lebte. Eine Schilderung ihrer Wohnung und die ausführliche Charakteristik der Schriftstellerin selbst hat Fanny Lewald in ihren Lebenserinnerungen hinterlassen.
Henriette Paalzow wurde am 3. November 1847 wie ihr Bruder auf dem Friedrichswerderschen Friedhof in Berlin-Kreuzberg beigesetzt. Beide Gräber sind jedoch nicht mehr erhalten.

## Werk
Paalzow begründete ihren Ruf durch glaubwürdige Schilderungen des aristokratischen Familienlebens von historischen Persönlichkeiten. Ihre Romane wurden entsprechend von den Zeitgenossen als spannende Lektüre geschätzt. Mit einer gewissen Breite und optimistischen Auffassung der Lebensverhältnisse verband die Verfasserin viel Feinheit der Beobachtung und klaren, sorgfältigen Stil, so dass der bedeutende Erfolg ihrer Romane nicht unberechtigt war.
- Godwie Castle. Aus den Papieren der Herzogin von Nottingham Max, Breslau 1838. (Digitalisat der 3. Aufl. 1840, Theil 1), (Theil 2), (Theil 3). Neuausgabe Hofenberg, Berlin 2015, ISBN 978-3-8430-9716-1.
- Sainte Roche. Roman, 3 Bände. Max, Breslau 1839. Neuausgabe Hofenberg, Berlin 2015, ISBN 978-3-8430-9718-5.
- Thomas Thyrnau. Roman, 3 Bände. Max, Breslau 1843. (Digitalisat Theil 1), (Theil 2), (Theil 3). Neuausgabe Hofenberg, Berlin 2015, ISBN 978-3-8430-9720-8.
- Maria Nadasti (Drama, 1845 veröffentlicht durch Heller: Perlen)
- Jakob van der Nees. Roman, 3 Bände. Max, Breslau 1847. (Digitalisat Theil 1), (Theil 2), (Theil 3)

Sie erschienen mehrmals gesammelt (zuletzt in Stuttgart 1884, 12 Bde.). Der Nachlassband Ein Schriftstellerleben (Breslau 1855, online – Internet Archive), enthält ihre Briefe an ihren Verleger.
Henriettes Paalzows Werke wurden am preußischen Hof sehr geschätzt, insbesondere von König Friedrich Wilhelm IV., dem Romantiker auf dem Königsthrone.